# Lago (Amares)
Lago ist eine Gemeinde im Norden Portugals. Sie gehört zum Kreis Amares im Distrikt Braga, besitzt eine Fläche von 4,0 km² und hat 1824 Einwohner (Stand 19. April 2021).